# Saint-Philippe-d’Aiguille
Saint-Philippe-d’Aiguille – miejscowość i gmina we Francji, w regionie Nowa Akwitania, w departamencie Żyronda.
Według danych na rok 1990 gminę zamieszkiwały 394 osoby, a gęstość zaludnienia wynosiła 67 osób/km² (wśród 2290 gmin Akwitanii Saint-Philippe-d’Aiguille plasuje się na 797. miejscu pod względem liczby ludności, natomiast pod względem powierzchni na miejscu 1366.).